# Rowan Midland (schip, 1976)
De Rowan Midland was een halfafzinkbaar boorplatform in 1974 gebouwd door Levingston Shipbuilding voor Rowan Drilling. Het ontwerp van Earl and Wright bestaat uit twee pontons met daarop elk vier kolommen en een rechthoekig dek.
In 2006 werd het platform verkocht aan ATP Oil and Gas als ATP Innovator en omgebouwd naar Floating Production Unit.  Als halfafzinkbaar productieplatform werd het daarna ingezet in het Gomez-veld. In 2012 vroeg ATP Chapter 11 aan en liet het platform onbemand. In 2014 werd het door InterMoor ontmanteld en naar Ingleside gebracht.